# MARS (漫画)
『MARS』（マース）は、惣領冬実による日本の漫画。『別冊フレンド』（講談社）において、1996年2月号から2000年12月号まで連載された。外伝1話が同誌1999年9月号に掲載された。単行本は講談社コミックス別冊フレンドから全15巻と外伝「名前のない馬」全1巻が、文庫版は講談社漫画文庫から全8巻（外伝含む）が刊行された。2016年2月時点で単行本の累計発行部数は500万部を突破している。
漫画を原作として2000年にドラマCDが発売。2004年には台湾で『戰神 MARS』のタイトルでテレビドラマ化され、2005年以降に日本でも放送された。2016年には日本で新たに『MARS〜ただ、君を愛してる〜』としてテレビドラマ化された。後年原作者惣領冬実は、台湾版は原作に忠実であり、日本版（日テレ版）は、芸能事務所の俳優、タレントの存在ありきで、それに適した原作を素材として引用しているだけのドラマ化であったと評している。

## あらすじ
内向的な少女キラは、同じクラスになったオートバイレーサーの零と知り合う。最初は彼を非常識だと嫌っていたが、次第にその無邪気さに魅かれ、キラは零と自然につき合い始める。友人の木田や晴美にも支えられ、順調に交際を続ける2人。やがてキラは、零の双子の弟・聖が2年前に自殺し、その現場に居合わせた零が心理的治療を受けていたことを知る。そんな2人の前に、零のかつての恋人・しおりが現れ、今でも零が好きだと言い彼にしつこくつきまとうが、零はほぼ相手にしなかった。実は、中学時代しおりは聖とつき合っていて、その後、零が奪ってつき合い始めた（実はしおりが零を好きになって乗り換えた）ことから、自殺直後はそれが原因だと噂されていた。しかし、零は、聖の自殺の原因は、自分たちの出生の秘密を聖に教えたせいだとキラに打ち明ける。零はしおりに元には戻らないことを告げ、キラと共に居ることを選ぶ。（そのとき、しおりは、自分を選ばないことを認めず、零の前で泣きわめいて抵抗する）
高校3年生になったキラと零は、新入生の桐島と知り合う。彼には、かつて自分をいじめた先輩を殺した経歴があり、常識に縛られずキレている自分と零は同類だと言う。桐島はそんな零をキラがつまらなく変えてしまったと怒り、彼女を殺そうとする。キラは零に助けられるが、桐島は別の事件を起こして逮捕され退学処分となる。桐島の言葉に不安を抱く零。彼を慰めようとするキラの不審な態度に気づいた零は、彼女が過去に継父から暴行を受けていたことを知る。母親の病気も重なり、キラは別居していた継父と再び一緒に暮らし始めるが、零との関係に過剰に干渉され家出、零の部屋で同棲生活を始める。零は学校に退学届を出し、自分が働いて暮らしていこうとする零だが、継父がキラを連れ戻しに来た。キラは強く抵抗し、零は彼女を守るため、継父に暴行を振るってしまう。未成年ゆえの自分達の非力さを悟った零は、キラを守るために父・崇之に頭を下げて事態の収拾を図ってくれるよう頼み、代わりにレースを止めて父の言うことを聞くと約束する。その後、崇之の計らいで、一時、自宅に戻っていたキラは零の元に戻り、キラと零は崇之と共に暮らし始めるが、零を想うキラは、彼に夢を叶えさせるためにレースを続けさせてやってほしいと崇之に頼む。キラの思いを汲み取った崇之はそれを受け入れ、自分とその弟で零の実父である暁彦との確執と、零と母親の間に起きた『ある出来事』を打ち明け、二人が未成年である以上最低限の援助はするが、金輪際零には干渉しない事を告げる。その後晴れて二人は入籍し、それぞれの夢に向かって歩き出していく。

### MARS外伝 名前のない馬
高校1年、今年もクラスの中心ポジションにいられると考えていた達也は、インパクトのあり過ぎる零の出現で少しだけ自信を失う。ずっと好きだったキラに告白する勇気もなく、零にタイマンを張る度胸もない。達也と零が親友になったきっかけの物語。

## 登場人物
「声」はドラマCDのもの。
麻生 キラ（あそう キラ）
声：桑島法子
主人公。泉ヶ丘学園高校2年生。美術部所属。10歳の時に暴走族絡みの自動車事故で実父が他界し、現在は実母と二人暮らし。絵を描くのが得意。
中学時代、母が再婚。中学1年生まではおとなしくも明るい普通の女の子だった。しかし、継父に強姦されて以後男性恐怖症となり、より一層内向的な性格になる。その後、母が2人の間に何があったか悟りキラを連れ別居状態になる。
高校生になり、美術室で英語教師吉岡にセクハラを受けそうになっていたところを零に救われ、互いに惹かれると共に次第に外向的になり、もとの明るさを取り戻していく。だが、零から自分を引き離そうとする桐島の言動と、母が倒れた事で継父との同居を余儀なくされた事で再び心身ともに追い詰められてしまう。その後、零の父・崇之の計らいで、継父から離れることができたことなどから、血が繋がっていなくても息子として零を心配する崇之を父親同然に慕っている。
樫野 零（かしの れい）
声：森久保祥太郎
キラの同級生でバイクレーサー。明るく外向的な性格で、男女問わず多くの人を惹きつける。しかし、その反面刹那的で、凶暴性を秘めた危険な一面を持ちあわせる。
母の死後、13歳までLAの親戚に預けられ、そこでロードレースに触れた。14歳で鈴鹿4耐で優勝。高校2年のとき、鈴鹿8耐に参戦し、ルール違反はあったものの、驚異的な記録を残す。
春休みにキラと偶然出会い、彼女の描いた絵を気に入る。新学期に再会したことで興味を抱き、その後徐々に惹かれていく。父・崇之とは確執があり、古びたアパートで一人暮らしをしている。双子の弟・聖の死に責任を感じ、自分自身を責めている。
モデルは阿部典史。
杉原 晴美（すぎはら はるみ）
声：増田ゆき
キラの同級生。零が好きで、彼と親しくなっていくキラに嫉妬していじめるが、彼女の想いの強さを認め、親友になる。
木田 達也（きだ たつや）
声：野島健児
零の親友。中学1年生の時、キラと同じクラスになって以来好意を持っている。キラと零が互いに想う気持ちに気付き、2人を応援する。後に晴美と結ばれる。
樫野 聖（かしの せい）
声：石田彰
零の双子の弟。物語開始時点で既に故人。零と外見はそっくりだが、性格は正反対でおとなしい優等生。絵描くのが上手く、零をモデルにした肖像画ばかりを描いていた。中学生の時、誕生日の前日に零の目の前で屋上から飛び降り、自殺した。その原因は長らく不明だったが、肖像画の一枚から要因を書き記した遺書が見つかる。
桐島 牧生（きりしま まきお）
キラの後輩。唯一の友人だった青木裕司から長年に渡り凄惨な虐めを受けており、中学2年の時に青木を殺害した過去を持つ。その数ヶ月前に零に助けられた事があり、零の凶暴性に執着する。零に良い影響を与えるキラを敵視するようになる。英訳版では何故か"Masao Kirishima"と名前が変更されている。
零を我が物にしようとするも彼を刺したことで警察に逮捕され、その後精神崩壊という自業自得の末路を辿ることになる。
桜沢 しおり（さくらざわ しおり）
有名私立校・星和学園の生徒で、零の中学時代の恋人。自分勝手でわがまま、自己中心的な性格である。初めは聖のガールフレンドであったが、零に乗りかえる。聖の自殺の場に居合わせた自分自身を責めている。その後、零と音信不通となるが、キラの描いた絵によって零を見つけ出し、強引に再会にこじつける。そのうえ、零に愛を告げるなど、諦めようとしない。しかし、零にほぼ相手にしてもらえず、そのうえ、自分に対しての気持ちがないと告げられる。それにもかかわらず、零を諦めようとせず、泣きわめいて抵抗するが、ふられる。
竹邑 修一（たけむら しゅういち）　
有名私立校・星和学園の美術部員。中学時代のしおり、零、聖の友人。聖の自殺現場にいた。その後、しおりとともに零と再会する。しおりの言いなりになっていて、何度も零を呼びつけ、しおりの元に戻そうとする。
キラの母
声：種田文子
夫が娘にした事に気付き、キラを連れて別居を決意。学費のためにパートに勤しむが過労で倒れてしまい、再び夫と同居する。最初の夫が交通事故で亡くなったため、バイクレーサーの零との交際を反対する。しかし、再び継父と同居した後で、キラと継父との出来事について、キラの気持ちを汲み取らなかった。このことなどで、キラを追い詰めてしまった事に気付き、キラの思いを尊重せざる得なくなり、最終的には二度と家に戻らない事を条件に娘を託す。
キラの継父
キラの母と結婚し2人を養うと約束したが、中学時代のキラを強姦する。小さな製鉄所の社長で近所での評判はすこぶる良い。キラの母が倒れた事で半強引に同居にこじつけるが、再び、キラを束縛する様な言動を取り始め、キラが家出する原因を作る。それにもかかわらず、キラの気持ちを全く理解しようとせず、居場所を探し出し、無理矢理連れ戻そうとする。そのうえ、嫌がるキラに強く抵抗されても、気持ちを全く理解しようとしない。零を守るためにいったん自宅に戻ったキラと零を引き離そうとするなど、最後まで全くキラの気持ちを全く理解しようとしなかったが、引き離すことに失敗し、完全にキラから絶縁される。
樫野 崇之（かしの たかゆき）
零の父親。コンピュータ会社最大手のオークグループの社長。実直な性格。唯一の肉親である零のことを心から案じているが、父親として上手く接することが出来ない。両親から厳しくされていた自分とは対照的に、甘やかされ誰からも愛される弟・暁彦に対し複雑な想いを抱いていた。子供の望めない体。
樫野 暁彦（かしの あきひこ）
崇之の弟で、カーレーサーだった。人を惹き付ける魅力があり、明るく自由奔放な性格だった。レース中の事故で、乗っていた車が爆発炎上し死亡。宵子と関係を持っており、零と聖の実父。
樫野 宵子（かしの しょうこ）
零と聖の母で、崇之の妻。気性の激しい性格だったが、その反面、繊細な神経の持ち主。刺しゅうが趣味で、よく図案を描いていた。暁彦の死後、その事実を受け入れることができず、また子供たちへの過剰な愛などから精神を病んでいく。零と聖に悪影響を及ぼすと感じた崇之が、精神病院へ入院させるが、退院後に暁彦のあとを追い、自宅で首を吊り自殺する。
椎名 苑子（しいな そのこ）
崇之の秘書であり恋人。落ち着いた大人の女性。
奥田刑事
生活安全課の刑事。聖の自殺後から荒れ始めた零が問題を起こし、補導されるたびよく面倒を見ていた。牧生の事件も担当した。
浜崎（はまざき）
零とキラの1学年先輩。零にリンチを仕掛けるが、その強さに惚れこみ、親友となる。高校卒業後は、父親が営む運送会社で働く。
ケン
零と同じアパートに住んでいるボクサー。見た目は老けているが実年齢は19歳。
スミレ
零と同じアパートに住んでいるオカマ。新宿のショーパブに勤務。中学時代に教師に襲われ開花。
片山 明高（かたやま あきたか）
声：園部啓一
事故で片足を失った元バイクレーサー。零のトレーナー兼コーチであり、友人。
片山 響子（かたやま きょうこ）
声：氷上恭子
明高の妻でバイクレーサー。零が8耐に出場したときのペアライダーを最後にレースを引退。片足を失った夫を献身的に支える。
スペンサー夫妻
妻の彩子が零たちの親戚で、LAに住んでいた頃の零と聖の育ての親。夫のスティーヴが零にバイクの才能を感じ、子供もいなかったため、零を養子にと望んでいた。

## 外伝『名前のない馬』同時収録作品
眠るライオン
『別冊フレンド』1995年4月号 掲載
1年前まで進学校にいた勇は今や、学校をやめ、プータローたちと連む日々を送っていた。ここ最近気づくと近くにいる女に文句を言うと、拍子抜けな反応に思わず微笑し、その後もなぜか一緒に遊ぶようになるが……。
1カラットの果実
『別冊フレンド』1995年6月号 掲載
両親が離婚寸前の仁奈は、友達とおしゃべりしていても心の中は冷めていた。ある日、ハーフ顔で人気の塁と仲良くなった仁奈。2人が親しくなったのは理由があった。仁奈の父親と塁の母親は、2人が生まれる前から関係を持っていたのだった。

## 書誌情報

### 単行本
- 惣領冬実 『MARS』 講談社〈講談社コミックス別冊フレンド〉 、全15巻、外伝1巻
  1. 1996年5月13日発行、ISBN 4-06-303030-X
  2. 1996年9月13日発行、ISBN 4-06-303041-5
  3. 1997年1月13日発行、ISBN 4-06-303054-7
  4. 1997年5月13日発行、ISBN 4-06-303065-2
  5. 1997年9月12日発行、ISBN 4-06-303076-8
  6. 1998年1月13日発行、ISBN 4-06-303095-4
  7. 1998年5月13日発行、ISBN 4-06-303106-3
  8. 1998年9月11日発行、ISBN 4-06-303126-8
  9. 1999年1月12日発行、ISBN 4-06-303140-3
  10. 1999年5月13日発行、ISBN 4-06-303153-5
  11. 1999年9月13日発行、ISBN 4-06-303166-7
  12. 2000年2月10日発行、ISBN 4-06-303181-0
  13. 2000年7月13日発行、ISBN 4-06-303199-3
  14. 2000年10月13日発行、ISBN 4-06-341208-3
  15. 2000年12月13日発行、ISBN 4-06-341217-2
- 『MARS外伝 名前のない馬』 1999年12月9日発行、ISBN 4-06-303178-0
  - 「眠るライオン」「1カラットの果実」を同時収録。

### 文庫版
- 惣領冬実 『MARS』 講談社〈講談社漫画文庫〉 、全8巻
  1. 2006年10月12日発行、ISBN 4-06-370355-X
  2. 2006年10月12日発行、ISBN 4-06-370356-8
  3. 2006年11月10日発行、ISBN 4-06-370383-5
  4. 2006年11月10日発行、ISBN 4-06-370384-3
  5. 2006年12月12日発行、ISBN 4-06-370400-9
  6. 2006年12月12日発行、ISBN 4-06-370401-7
  7. 2007年1月12日発行、ISBN 978-4-06-370411-2
  8. 2007年1月12日発行、ISBN 978-4-06-370412-9

## エピソード
- 連載開始当初、作画アシスタントが1人しかいなかったため、作中に登場するバイクの絵は作者が全て自分で描いた。
- ドラマの原作に忠実なストーリーに作者自身大変感銘を受けた、と自身のホームページ上（2004年10月27日）で語っている。

## ドラマCD
主要なキャストについては#登場人物を参照。
- 倉橋先輩 - 石田彰
- 吉岡先生 - 関俊彦
- 担任 - 大川透
- 伊藤亜矢子
- 浅井清己
- 岩田泉
- 井本真由美
- 黒田弥生
- 大野顕
- 小暮英麻
- 桑原英人
- 蛭田一史
- 重松朋
- 間宮知子

## テレビドラマ（台湾版）『戰神 MARS』

### キャスト
| 日本版役名  | 台湾版役名                          | 俳優名                          | 吹替え声優 |
| ----------- | ----------------------------------- | ------------------------------- | ---------- |
| 樫野零 / 聖 | 陳零 / 聖 （チェン・リン / シェン） | 周渝民 （ヴィック・チョウ、F4） | 谷山紀章   |
| 麻生キラ    | 韓綺羅 （ハン・チィルオ）           | 徐熙媛 （バービィー・スー）     | 遠藤綾     |
| 木田達也    | 安逹也 （アン・ダイェ）             | 修杰楷 （シュウ・ジエカイ）     | 花輪英司   |
| 杉原晴美    | 賴晴美 （ライ・チィンメイ）         | 賴雅妍 （メーガン・ライ）       | 雨谷和砂   |
| 桐島牧生    | 范桐島                              | 安鈞璨 （ショーン・アン）       | 平川大輔   |
| 桜沢しおり  | 莎織                                | 蕭瀟 （シャオシャオ）           | 平野佳奈   |
| 竹邑        | 李竹邑                              | 郭世倫 （グオ・シーリン）       | 羽多野渉   |
| 片山明高    | 明高                                | 戴立忍 （レオン・ダイ）         | 矢野文也   |
| 片山響子    | 響子                                | 本多RuRu （本多ルル）           | 大坂史子   |
| 倉沢        | 阿澤                                | 高浩鈞 （ショーン・ガウ）       | 内埜則之   |
| 樫野崇之    | 陳崇之                              | 張國柱 （チャン・グォチュー）   | 沢木郁也   |
| 椎名苑子    | 方敏                                | 丁寧 （ディン・ニン）           | 麻生侑里   |
| 浜崎        | 阿濱                                | 林智文 （スティーブン・リン）   | 阪口周平   |
| キラの母    | 綺羅母                              | 應采靈 （イン・ツァイリン）     | 久保田民絵 |
| キラの父    | 韓耀之                              | 湯志偉 （トン・チーウェイ）     | 横堀悦夫   |
| 立川先生    | 史老師                              | 劉亮佐 （リュウ・リャンズオ）   | 高瀬右光   |
| 吉岡先生    | 方老師                              | 何豪傑 （ハー・ハオジェ）       | 福山廉士   |
| 院長        | 院長                                | 李志希 （ベン・リー）           | 花田光     |
| 奥田警官    | 田警官                              | 蔡岳勳 （ツァイ・ユエシュン）   | 中村浩太郎 |
| 樫野宵子    | 宵芷                                | 張虹 （チャン・ホン）           | 渡辺美佐   |
| 樫野暁彦    | 陳暁彦                              | 王傳一 （ワン・チュアンイー）   | 坂詰貴之   |
| ケン        | 阿健                                | 黄泰安 （ホァン・タイアン）     | 白熊寛嗣   |

### スタッフ
- 総合プロデューサー - 柴智屏
- プロデューサー - 蔡揚名、王傳仁
- 総企画 - 陳玲玲、陳倩如
- 企画 - 蔡政良、于美珍、陳春子
- 編集 - 楊士藩
- 脚本 - 徐譽庭、虞小卉
- 監督 - 蔡岳勳
- 協力 - ヤマハ発動機、Y'S GEAR CO., LTD.、スポーツランドSUGO、Fila Sport Taiwan Ltd.、中華航空、Miracle
- 製作著作 - Comic Ritz Productions Co. Ltd.
- 配給 - コミックリズ株式会社

### 主題歌
オープニングテーマ
「零・レイ」
作曲 - 鍾國鋒歌 / 作詞・歌 - 柯有倫（現・柯有綸）
エンディングテーマ
「譲我愛你」
作詞 - 天天 / 作曲 - 川江美奈子 / 歌 - 周渝民、徐熙媛

### エピソードリスト
| #      | タイトル           | 放送日        | #      | タイトル         | 放送日        |
| ------ | ------------------ | ------------- | ------ | ---------------- | ------------- |
| 第1話  | 戦いの神MARS       | 2005年4月7日  | 第11話 | 理想の人         | 2005年6月16日 |
| 第2話  | 効かないブレーキ   | 2005年4月14日 | 第12話 | 失いたくないもの | 2005年6月23日 |
| 第3話  | 守りのブレスレット | 2005年4月21日 | 第13話 | 動機のない殺意   | 2005年6月30日 |
| 第4話  | 彼が好き           | 2005年4月28日 | 第14話 | 砂の城           | 2005年7月7日  |
| 第5話  | 秘められた過去     | 2005年5月5日  | 第15話 | 離れられない人   | 2005年7月14日 |
| 第6話  | サーキットの天使   | 2005年5月12日 | 第16話 | キラの帰る場所   | 2005年7月21日 |
| 第7話  | 零の肖像           | 2005年5月19日 | 第17話 | 家族の肖像       | 2005年7月28日 |
| 第8話  | 聖の影             | 2005年5月26日 | 第18話 | 零の記憶         | 2005年8月4日  |
| 第9話  | 零の泣く場所       | 2005年6月2日  | 第19話 | 経営者失格       | 2005年8月11日 |
| 第10話 | もう一度会いたい   | 2005年6月9日  | 第20話 | MARSの光         | 2005年8月18日 |

### 日本国内放送局
| 放送地域 | 放送局      | 放送期間                      | 放送日時                           | 放送系列       |
| -------- | ----------- | ----------------------------- | ---------------------------------- | -------------- |
| 日本全域 | BS日テレ    | 2005年4月7日 - 8月18日        | 毎週木曜 21時00分 - 21時54分       | BS放送         |
| 福岡県   | 福岡放送    | 2006年7月20日 - 11月30日      | 毎週木曜 25時50分 - 26時45分       | 日本テレビ系列 |
| 兵庫県   | サンテレビ  | 2008年1月11日 - 2月7日        | 毎週月曜〜金曜 11時00分 - 11時54分 | 独立UHF局      |
| 東京都   | TOKYO MX    | 2009年5月6日 - 9月16日        | 毎週水曜 22時00分 - 22時55分       | 独立UHF局      |
| 日本全域 | BS11        | 2010年5月9日 - 9月26日        | 毎週日曜 10時00分 - 11時00分       | BS放送         |
| 岩手県   | IBC岩手放送 | 2011年12月16日 - 2012年5月4日 | 毎週金曜 25時40分 - 26時35分       | TBS系列        |

### CD・DVD
CD
販売元はリッツミュージック
『戰神〜MARS〜 日本語サウンドトラック』（2005年7月20日）
DVD
販売元はエスピーオー
『戰神〜MARS〜 DVD-BOX』（2006年6月23日）

## テレビドラマ（日本版）『MARS〜ただ、君を愛してる〜』
『MARS〜ただ、君を愛してる〜』（マース ただ きみをあいしてる）のタイトルで日本テレビほか一部の系列局にて放送。2016年1月24日0:55 - 1:25（土曜日深夜24:55 - 25:25）開始。全10回。

### キャスト（日本版）
- 樫野零 - 藤ヶ谷太輔（Kis-My-Ft2）
- 桐島牧生 - 窪田正孝 ※ダブル主演
- 麻生キラ - 飯豊まりえ
- 杉原晴美 - 山崎紘菜
- 木田達也 - 稲葉友
- 樫野聖 - 前田公輝
- 西野香織 - 鈴木優華（ - 第2話、第4話 - ）
- 斉藤瞳 - 田原可南子（ - 第2話、第4話 - ）
- 東浜亮子 - 奥仲麻琴（ - 第2話、第4話 - ）
- 倉沢尚也 - 渡辺佑太朗（第3話 - 第4話）
- 桜沢しおり - 福原遥（第5話 - ）
- 吉岡保 - 黄川田将也（第1話、第2話 - 第4話は回想、第5話）
- 野口昭夫-水野智則

### スタッフ（日本版）
- 脚本 - 大石哲也
- 監督 - 耶雲哉治、神徳浩治
- 制作 - 八木元
- プロデューサー - 植野浩之、渡部智明、渡邉浩仁（AX-ON）
- 音楽 - 牧戸太郎
- 主題歌 - Kis-My-Ft2「Gravity」 (avex trax)
- 挿入歌 - レベッカ「フレンズ」（ソニー・ミュージックダイレクト）
- 企画制作 - 日本テレビ
- 制作プロダクション - 日テレアックスオン
- 制作協力 - AOI Pro.
- 制作著作 - 日本テレビ、VAP

### 放送リスト
| 話            | 放送日 （日テレ） | タイトル                                                                                     | 脚本     | 監督     |
| ------------- | ----------------- | -------------------------------------------------------------------------------------------- | -------- | -------- |
| 1             | 1月24日           | 運命的な出会いをした零とキラ。 そんな二人の前に、キラにセクハラをする教師が現れ…。           | 大石哲也 | 耶雲哉治 |
| 2             | 1月31日           | 零に近づいたことで、女子に妬まれるキラ。 追い詰められたキラを助けにきたのは…。               | 大石哲也 | 耶雲哉治 |
| 3             | 2月07日           | 盗作されたキラの大切な絵。その絵をめぐり、 零が見せたことのない一面を見せる…。               | 大石哲也 | 耶雲哉治 |
| 4             | 2月14日           | 零からキラに突然告げられた別れ。 さらに、ある事件で、牧生が零に衝撃の行動を…。               | 大石哲也 | 耶雲哉治 |
| 5             | 2月21日           | 牧生から、零の悲しい過去を聞いたキラ。 そんなある日、突如キラの前にあの男が現れ…。           | 大石哲也 | 神徳幸治 |
| 6             | 2月28日           | 元カノ・しおりの登場に、キラとの間で揺れる零。 しおりの言動はエスカレートし、零がまさかの…。 | 大石哲也 | 神徳幸治 |
| 7             | 3月06日           | 元カノ・しおりの存在に、すれ違う零とキラ。 そこへ、牧生がキラに本心を告白し…。               | 大石哲也 | 神徳幸治 |
| 8             | 3月13日           | 弟・聖の死の真相を思い出した零。 そして、牧生の隠された真実が明らかに…。                     | 大石哲也 | 神徳幸治 |
| 9             | 3月20日           | 牧生が語る、すべての真実。 零への歪んだ愛情が、キラへの憎しみを生み…。                       | 大石哲也 | 耶雲哉治 |
| 10 （最終回） | 3月27日           | 明らかになる弟・聖の死の真相。 零への思いが限界に達し、牧生はある決意を固める…               | 大石哲也 | 耶雲哉治 |

### ネット局
| 放送対象地域   | 放送局         | 放送期間                | 放送時間                     | 系列           | 備考   |
| -------------- | -------------- | ----------------------- | ---------------------------- | -------------- | ------ |
| 関東広域圏     | 日本テレビ     | 2016年1月24日 - 3月27日 | 日曜 0:55 - 1:25（土曜深夜） | 日本テレビ系列 | 制作局 |
| 中京広域圏     | 中京テレビ     | 2016年1月28日 - 3月31日 | 木曜 2:15 - 2:45（水曜深夜） | 日本テレビ系列 |        |
| 近畿広域圏     | 読売テレビ     | 2016年1月29日 - 4月1日  | 金曜 3:04 - 3:34（木曜深夜） | 日本テレビ系列 |        |
| 北海道         | 札幌テレビ     | 2016年1月30日 - 4月2日  | 土曜 2:32 - 3:02（金曜深夜） | 日本テレビ系列 |        |
| 宮城県         | ミヤギテレビ   | 2016年2月2日 - 4月5日   | 火曜 0:59 - 1:29（月曜深夜） | 日本テレビ系列 |        |
| 山梨県         | 山梨放送       | 2016年2月4日 - 4月7日   | 木曜 0:54 - 1:25（水曜深夜） | 日本テレビ系列 |        |
| 福岡県         | 福岡放送       | 2016年2月4日 - 4月7日   | 木曜 1:29 - 1:59（水曜深夜） | 日本テレビ系列 |        |
| 鳥取県・島根県 | 日本海テレビ   | 2016年2月5日 - 4月8日   | 金曜 1:35 - 2:05（木曜深夜） | 日本テレビ系列 |        |
| 富山県         | 北日本放送     | 2016年2月6日 - 4月9日   | 土曜 2:00 - 2:30（金曜深夜） | 日本テレビ系列 |        |
| 福島県         | 福島中央テレビ | 2016年4月6日 - 6月8日   | 水曜 1:29 - 1:59（火曜深夜） | 日本テレビ系列 |        |
| 静岡県         | 静岡第一テレビ | 2016年4月20日 - 6月22日 | 水曜 1:34 - 2:04（火曜深夜） | 日本テレビ系列 |        |

## 映画（日本版ドラマ）
ドラマ4話終了後に映画化が発表された。ドラマでは描き切れなかった物語が描かれ、秘められた牧生の歪んだ愛情が、零とキラ、そして牧生自身の運命をも狂わせ、衝撃の結末へと向かっていく内容となっている。2016年6月18日全国公開。興行収入は2億6200万円。

### キャスト
- 樫野零 - 藤ヶ谷太輔（Kis-My-Ft2）
- 桐島牧生 - 窪田正孝
- 麻生キラ - 飯豊まりえ
- 杉原晴美 - 山崎紘菜
- 木田達也 - 稲葉友
- 樫野聖 - 前田公輝
- 桜沢しおり - 福原遥
- 中嶋宏美 - 足立梨花

### スタッフ
- 脚本 - 大石哲也
- 監督 - 耶雲哉治
- 音楽 - 牧戸太郎
- 撮影 - 百束尚浩
- 主題歌 - Kis-My-Ft2「Gravity」
- 製作総指揮 - 沢桂一
- 製作 - 中山良夫、村田嘉邦、鈴木伸育、中江康人、藪下維也、柴垣邦夫、中藪浩、大田憲男
- エグゼクティブプロデューサー - 黒崎太郎、古野千秋、茶ノ前香
- 製作統括 - 八木元
- 企画プロデュース - 植野浩之
- プロデューサー -渡部智明、坂下哲也、森田美桜
- 制作担当 - 丸山昌夫
- ラインプロデューサー - 鶴岡智之
- 制作プロデューサー - 代情明彦
- 配給 - ショウゲート
- 制作プロダクション - 日テレアックスオン
- 制作協力 - AOI Pro.
- 企画製作 - 日本テレビ放送網
- 製作 - 劇場版「MARS 〜ただ、君を愛してる〜」製作委員会（日本テレビ放送網、バップ、博報堂DYミュージック&ピクチャーズ、講談社、AOI Pro.、読売テレビ放送、中京テレビ放送、札幌テレビ放送、福岡放送）